# Watermerkziekte

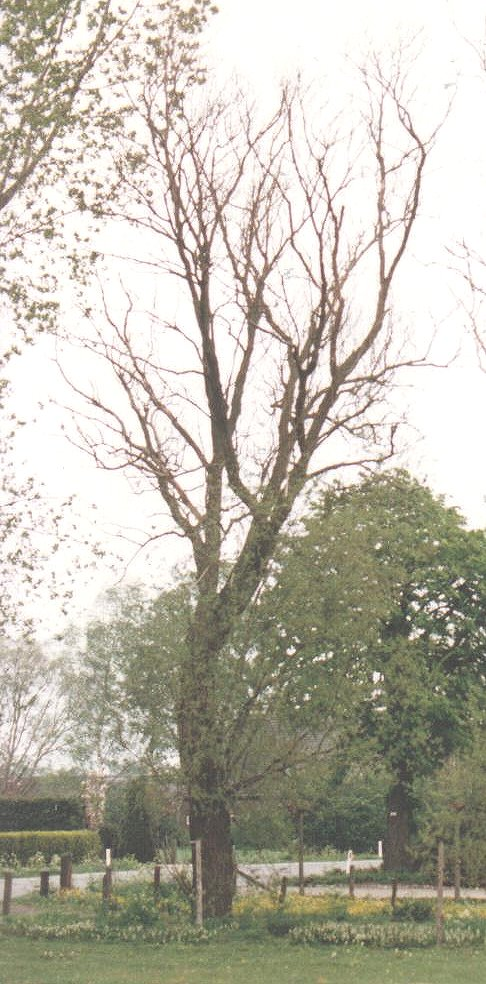
watermerkziekte bij schietwilg

Watermerkziekte is een plantenziekte die wordt veroorzaakt door de bacterie Brenneria salicis. Veel wilgensoorten zijn gevoelig voor aantasting.
De bacterie veroorzaakt een verstopping van de houtvaten. Bij aansnijden van het aangetaste hout verschijnt een doorzichtige glazige verkleuring, vochtuittreding en een snelle bruinverkleuring.
Door watermerkziekte aangetaste bomen vertonen verwelking, bruinverkleuring en verdroging van de bladeren aan verspreide takken of delen van de kroon, die vervolgens afsterven. Daardoor ontstaan bossige vormen van waterlot op de grens van de levende en dode takken of takdelen. De verschijnselen treden op aan takken van vijf jaar of ouder.
Watermerkziekte is epidemisch van aard. De ziekte wordt in stand gehouden en breidt zich uit door de doorlopende aanplant van zeer gevoelige cultivars, waardoor zeer veel zieke bomen ontstaan, die vervolgens niet worden opgeruimd zodat er zeer veel bacteriën blijven. Dit is ook de reden dat ook rassen, die onder normale omstandigheden een redelijke weerstand bezitten toch ook ziek worden en op hun beurt weer meewerken aan een verdere verspreiding.
Over de bestrijding is nog weinig bekend. Wel is duidelijk dat er tussen de soorten en cultivars verschillen in gevoeligheid bestaan. Aanbevolen wordt jong nog onbesmet uitgangsmateriaal te gebruiken, niet gevoelige rassen toe te passen en besmette gebieden voorlopig niet met wilgen te beplanten.